# 官屯镇 (大石桥市)
官屯镇，是中华人民共和国辽宁省营口市大石桥市下辖的一个乡镇级行政单位。

## 行政区划
官屯镇下辖以下地区：
分水社区、官屯村、石硼峪村、常家沟村、顾山屯村、南山村、何家屯村、毗芦寺村、盘岭村、两寨村、交干屯村、平二房村、青山怀村和大岭村。